# Palazzo Anselmi Ristori
Palazzo Anselmi Ristori è un edificio del centro storico di Firenze, situato tra via de' Sassetti 6 e via degli Strozzi 9r-11r-13r-15r-17r-19r.

## Storia e descrizione

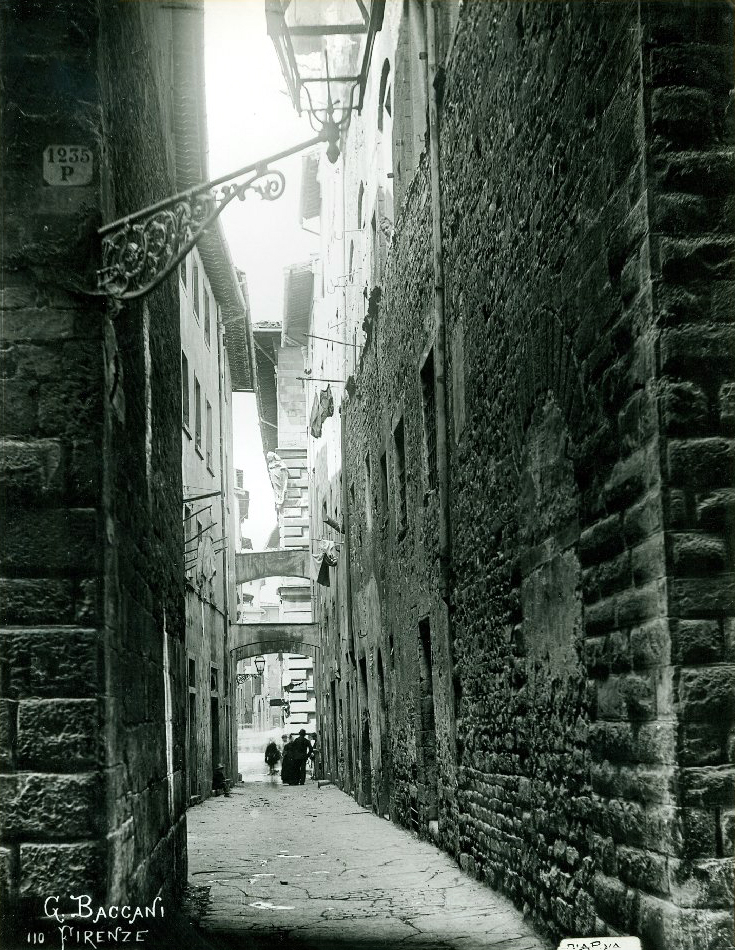
Vicolo della Torre de' Sassetti verso il Canto dei Diavoli

Walther Limburger (1910) indica l'edificio come antica costruzione molto restaurata nel 1893. In effetti qui si trovavano antiche case degli Anselmi e dei Sassetti, passate ai Ristori e quindi nell'Ottocento agli Alinari, che fino agli anni 1970 tennero qui, nel fondo d'angolo, il loro negozio di fotografia. Nell'ambito dei lavori di "risanamento" del vecchio centro e, più in particolare, di ampliamento di via degli Strozzi (1895 circa) il nostro edificio fu parzialmente demolito dal lato di questa strada, quindi eretta dalla ditta "Simonelli e C." la nuova facciata in stile che, con le sue bozze graffite, i ferri da cavallo in basso e i molti ferri da stanga ad affiancare le semplici finestre in alto, dovette apparire a molti più che plausibile nel rimandare ad una architettura medievale che in questo scorcio di via de' Sassetti è più volte richiamata e che nel palazzo Davanzati che si staglia sullo sfondo ha un dei suoi esempi più noti. Non così per Guido Carocci che, dalle pagine di "Arte e Storia" giudicò l'edificio "meschino ed i particolari male scelti e peggio applicati. Le finestre strombate del mezzanino e le rettangolari del terzo piano non stanno in relazione col resto della fabbrica; le finte bozze del contorno delle finestre sono male spartite; i fregi di graffiti posti in senso perpendicolare sono una invenzione affatto nuova; le finestre senza la cornice di ricorso non si son mai vedute nelle fabbriche congeneri del XV secolo...".

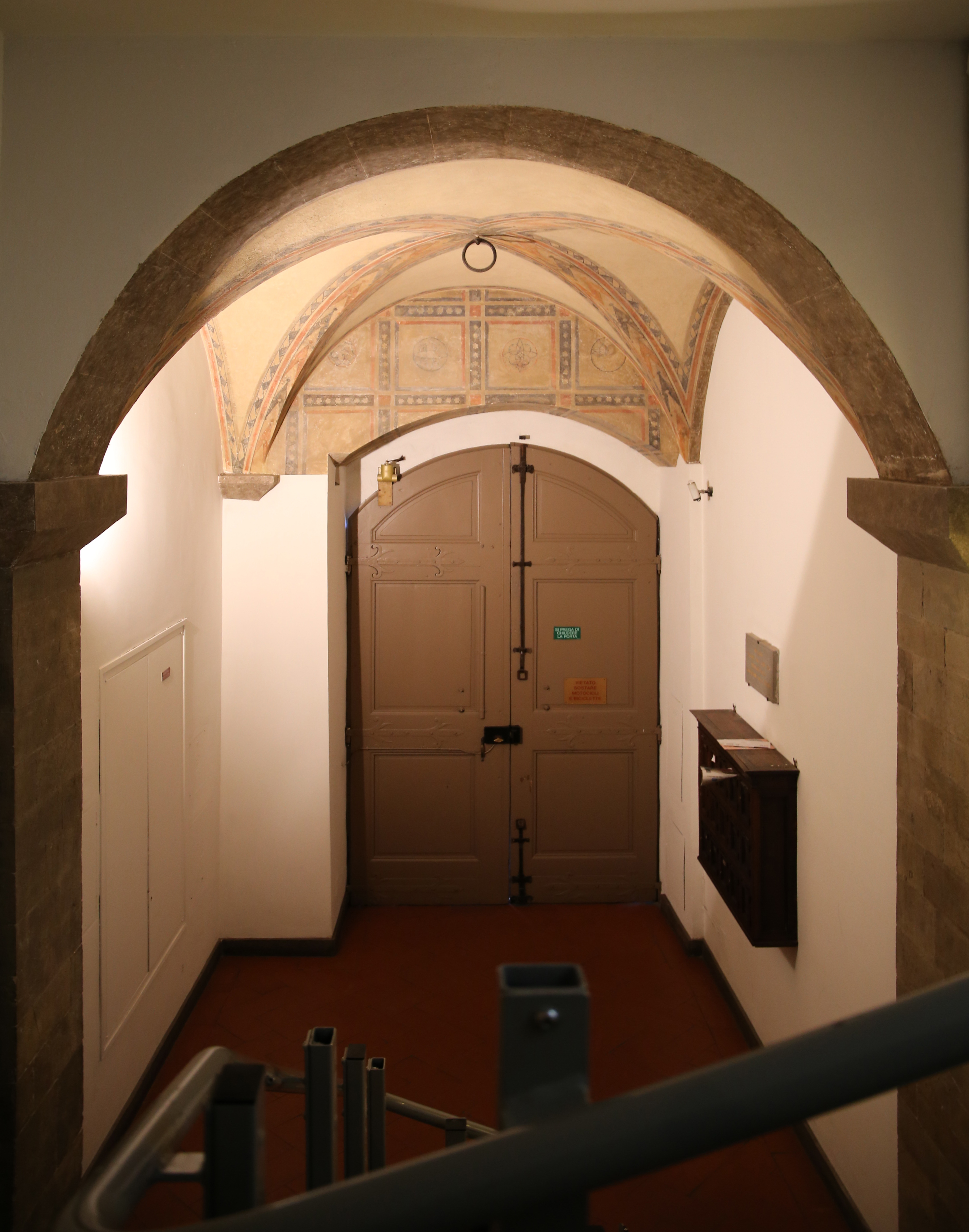
Androne di palazzo Anselmi Ristori

In basso sono avanzi delle strutture originarie, come sono nell'androne del palazzo con volte a vela decorate con motivi trecenteschi, da cui si accedeva alla scala originaria. Perduto è il cortile interno decorato a graffito. Sul limitare sinistro del fronte su via degli Strozzi è uno scudo (indicato come quattrocentesco, ma quello che si vede oggi è evidentemente un calco) con l'arme degli Anselmi (d'azzurro, cancellato di cinque pezzi d'argento). Sulla cantonata con via de' Sassetti è quello dei Ristori del quartiere di San Giovanni (d'oro, alla croce d'azzurro accantonata da quattro rose di rosso), posto nel 1893.
Tutti i fronti, che le fotografie degli anni sessanta mostrano in uno stato di grave degrado, sono stati restaurati nel 1975-1976 su progetto dell'ingegnere Leonetto Materassi (intervento premiato dalla Fondazione Giulio Marchi nel 1977, come ricorda anche una lapide nell'androne), e nuovamente interessati da un intervento a carattere conservativo tra il 2006 e il 2007, su progetto e direzione dei lavori dell'architetto Giulia Cellie.

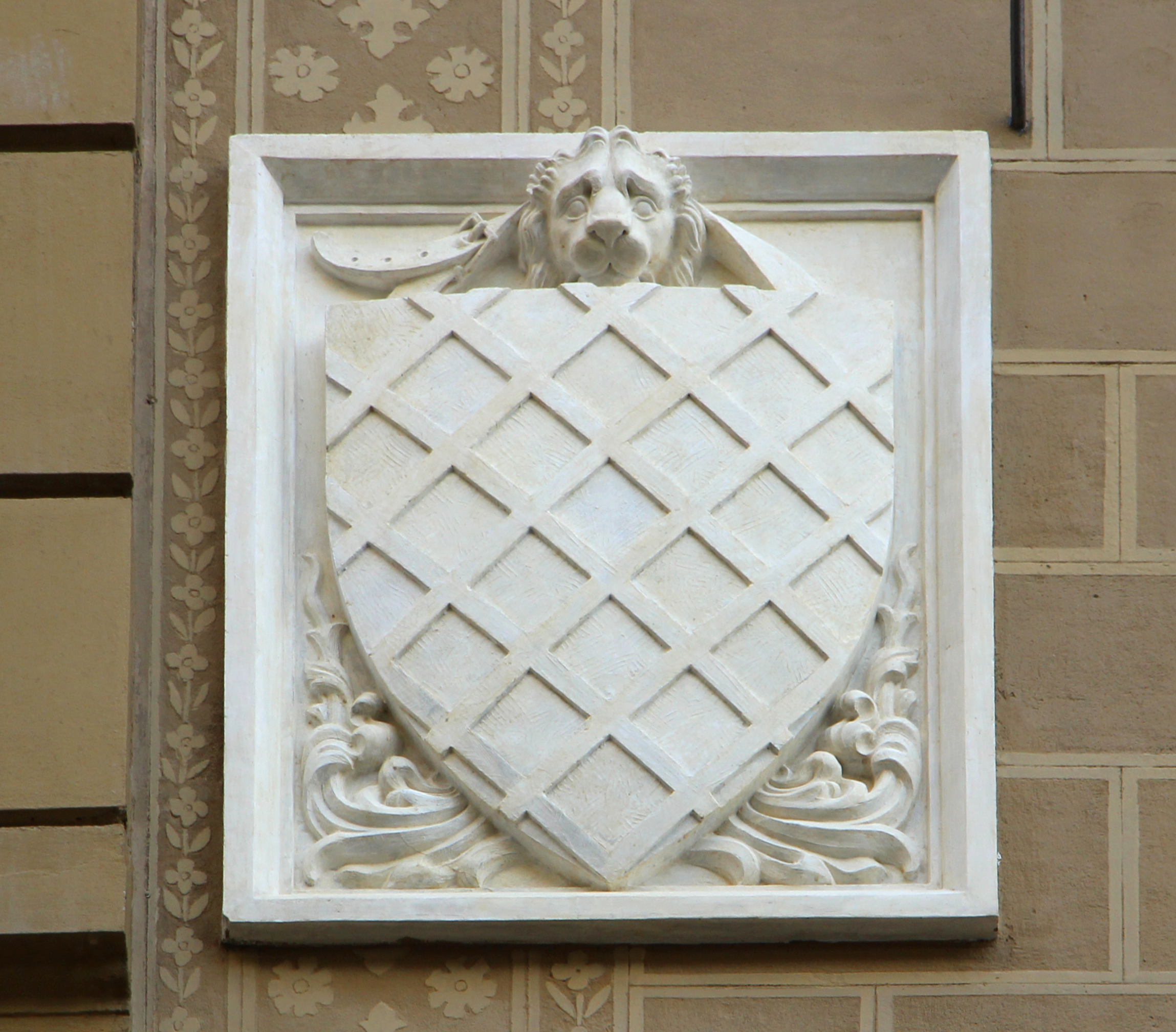
Stemma Anselmi
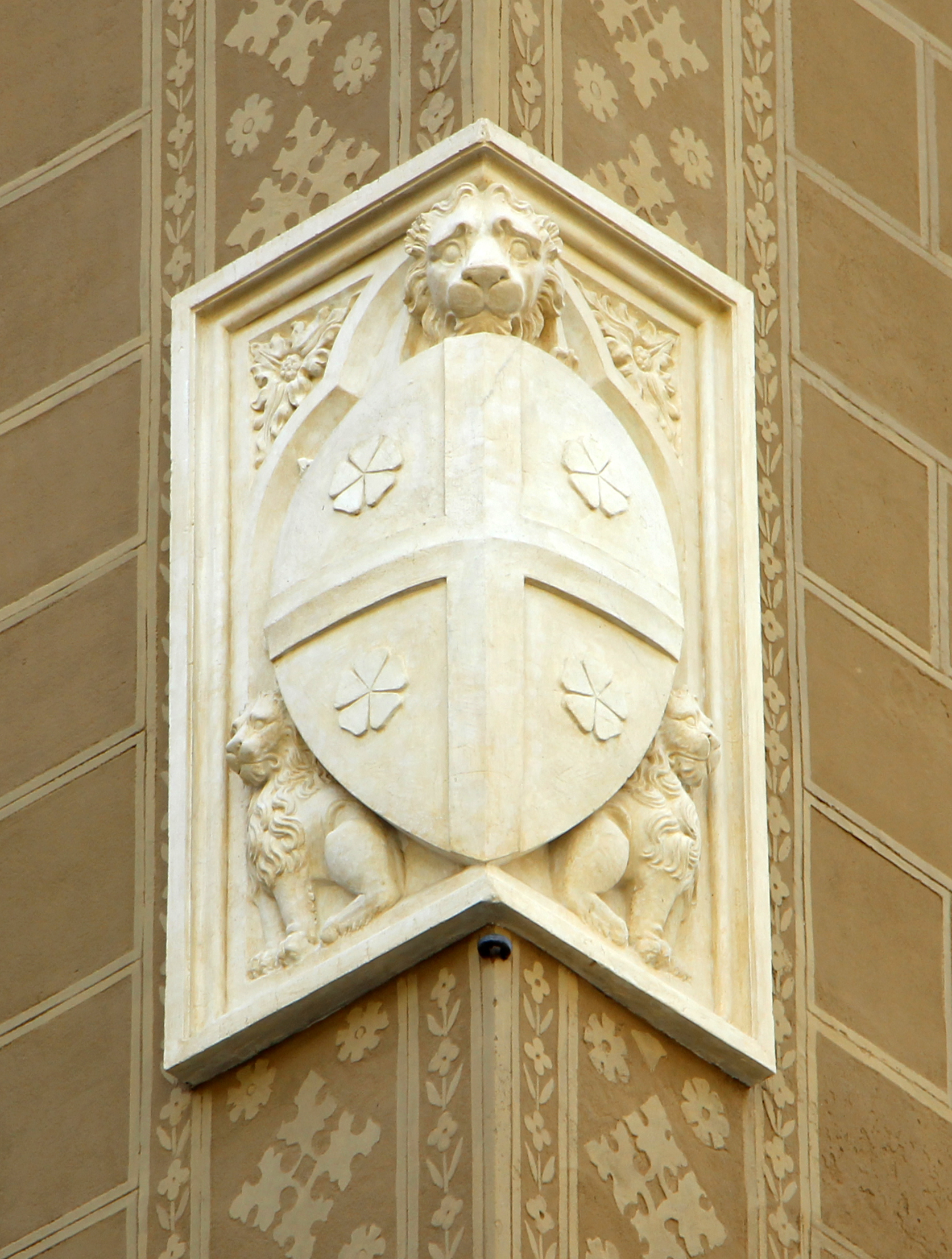
Stemma Ristori
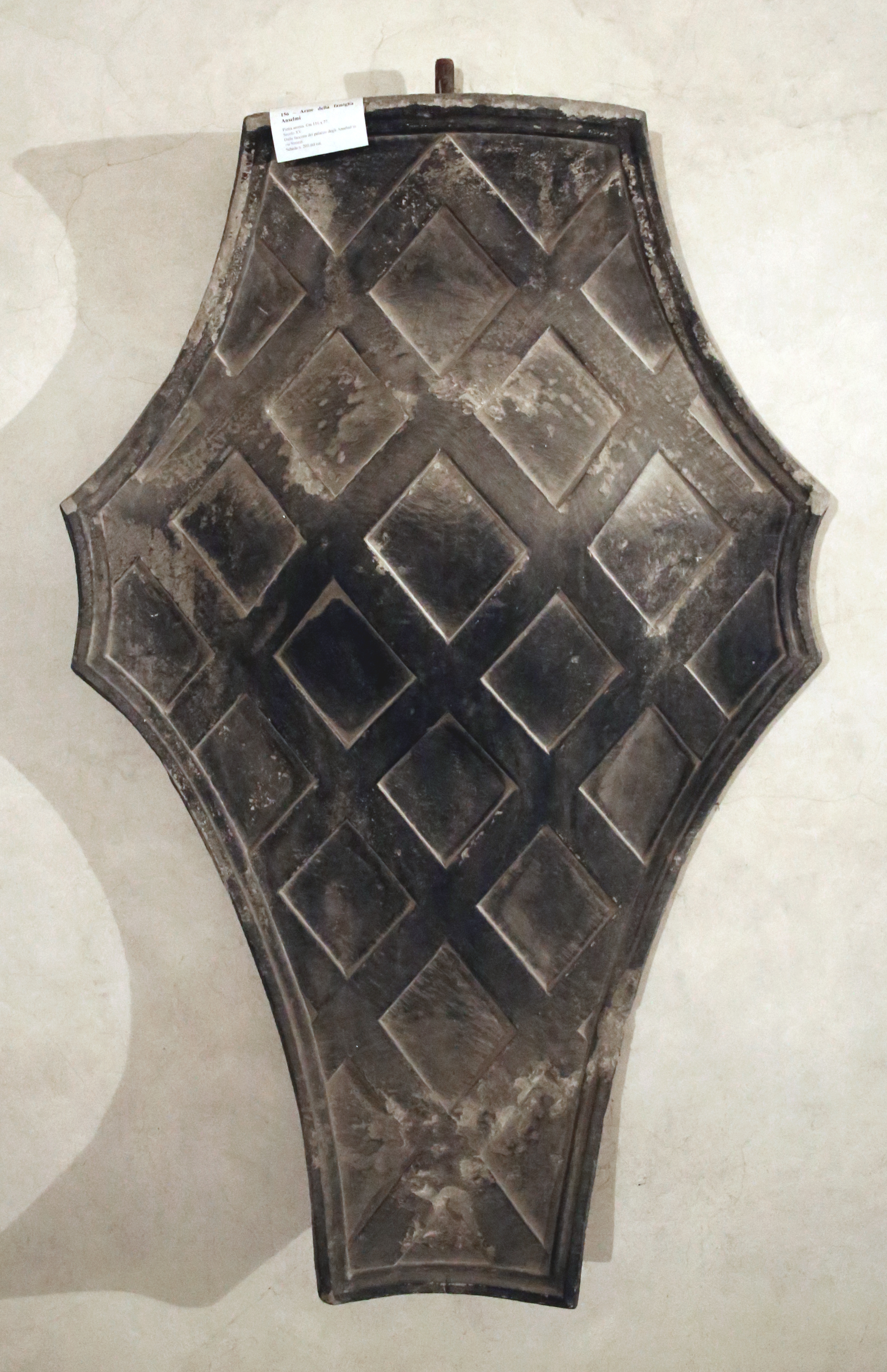
Stemma Anselmi dalla facciata del palazzo, nei depositi del Museo di San Marco
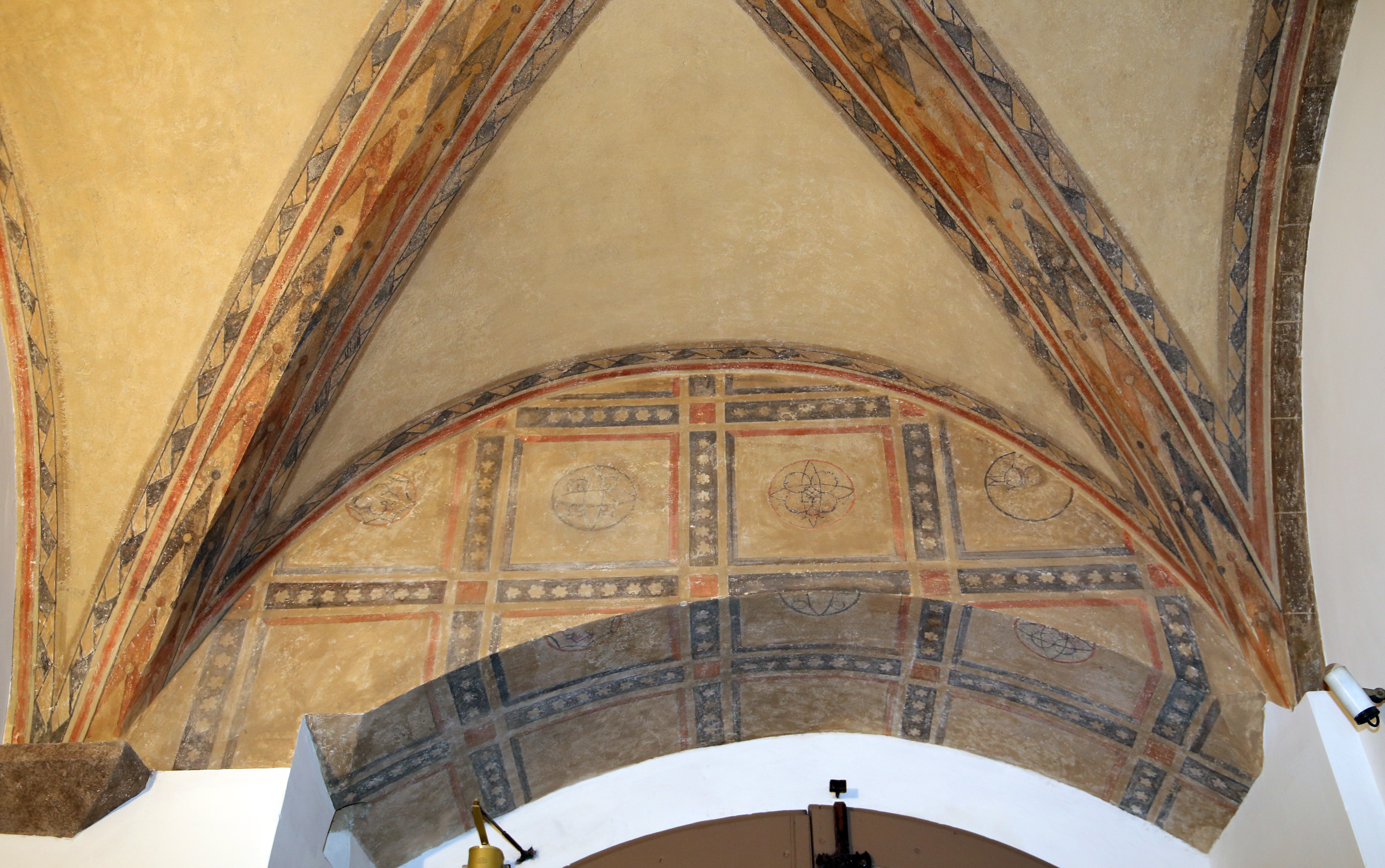
Tracce di affreschi medievali nell'androne